# Discografia de Hironobu Kageyama
A discografia da carreira solo do cantor japonês Hironobu Kageyama (影山ヒロノブ) consiste em 11 álbuns de estúdio, 6 álbuns ao vivo, 6 compilações, 2 trilhas sonoras, um álbum de covers e 85 singles.
Kageyama iniciou a sua carreira no grupo LAZY aos 16 anos, onde era o líder. Assim como todos os membros da banda, usava um nome artístico, sendo o seu, Michell. O grupo se separou em 1981, mas se reuniu em 1998. Com o LAZY, Kageyama lançou 7 álbuns de estúdio, 3 álbuns ao vivo, 5 coletâneas e 17 singles (ver: Discografia de LAZY).
Após iniciar sua carreira solo, Kageyama se envolveu na criação de músicas de anime e tokusatsu, tendo gravado inúmeras músicas para algumas destas obras. Só para a franquia Dragon Ball Z, por exemplo, ele estima ter gravado mais de 70 canções.
Kageyama também criou algumas bandas ou grupos musicais, sendo eles TRY FORCE, BROADWAY, Manga Trio, Koutetsu Kyodai (projeto com Masaaki Endoh que rendeu dois álbuns), AIRBLANCA (com os quais lançou dois álbuns) e JAM Project, com quem lançou 7 álbuns, 1 álbum ao vivo, 22 coletâneas e muitos singles.

## Álbuns

### Álbuns de estúdio
| Título                    | Detalhes do álbum | Posição em rankings | Posição em rankings | Fonte         |
| Título                    | Detalhes do álbum | Oricon              | Billboard Japan     | Fonte         |
| ------------------------- | --- | ------------------- | ------------------- | ------------- |
| Broken Heart              | - Lançamento: 1º de dezembro de 1981 - Gravadora: Climax Records - Formatos: CD, LP - Catálogo: CMC-1002                | -                   | -                   | [ 11 ]        |
| First at Last             | - Lançamento: 15 de dezembro de 1982 - Gravadora: Climax Records - Formatos: LP - Catálogo: CMC-2510                    | -                   | -                   | [ 12 ]        |
| Horizon                   | - Lançamento: 25 de agosto de 1983 - Gravadora: Climax Records - Formatos: LP - Catálogo: CMC-1011                      | -                   | -                   | [ 13 ]        |
| Born Again                | - Lançamento: 12 de junho de 1985 - Gravadora: Nippon Columbia - Formatos: CD e LP - Catálogo: AF-7358                  | -                   | -                   | [ 14 ]        |
| I'm in You                | - Lançamento: 26 de abril de 2000 - Gravadora: Lantis - Formatos: CD - Catálogo: LACA-5001                              | -                   | -                   | [ 15 ]        |
| Akogi na futaritabi daze! | - Lançamento: 22 de novembro de 2000 - Gravadora: Lantis - Formatos: CD - Catálogo: LACA-5014 - Obs.: com Masaaki Endoh | -                   | -                   | [ 16 ]        |
| Cold Rain                 | - Lançamento: 7 de dezembro de 2005 - Gravadora: Lantis - Formatos: CD - Catálogo: LACA-5450                            | -                   | -                   | [ 17 ]        |
| 30years3ounce             | - Lançamento: 25 de julho de 2007 - Gravadora: Lantis - Formatos: CD - Catálogo: LACA-5665                              | 196ª                | -                   | [ 18 ]        |
| Rock Japan                | - Lançamento: 8 de fevereiro de 2012 - Gravadora: Lantis - Formatos: CD - Catálogo: LACA-15155                          | 48ª                 | 45ª                 | [ 19 ] [ 20 ] |
| A.O.R.                    | - Lançamento: 25 de julho de 2017 - Gravadora: Lantis - Formatos: CD - Catálogo: LACA-15660                             | 69ª                 | 59ª                 | [ 21 ] [ 22 ] |
| Hangeki no Ouchi Rock     | - Lançamento: 18 de março de 2022 - Gravadora: Highway Star - Formatos: CD - Catálogo: HSRA-0003                        | -                   | -                   | [ 23 ]        |

### Álbuns ao vivo
| Título                               | Detalhes do álbum | Posição em rankings | Posição em rankings | Fonte  |
| Título                               | Detalhes do álbum | Oricon              | Billboard Japan     | Fonte  |
| ------------------------------------ | --- | ------------------- | ------------------- | ------ |
| It's LIVE Runnin'                    | - Lançamento: 1º de abril de 1982 - Gravadora: Climax Records - Formatos: LP - Catálogo: CMC-2503                                                               | -                   | -                   | [ 24 ] |
| Power Live'95 CYVOX                  | - Lançamento: 30 de setembro de 1995 - Gravadora: Nippon Columbia - Formatos: CD - Catálogo: COCC-12879                                                         | -                   | -                   | [ 25 ] |
| Power Live '98                       | - Lançamento: 17 de novembro de 1998 - Gravadora: Sony Music Japan - Formatos: CD - Catálogo: FSCA-10059                                                        | -                   | -                   | [ 26 ] |
| Akogi na futaritabi daze! Dai 1 Shou | - Lançamento: 6 de fevereiro de 2002 - Gravadora: Lantis - Formatos: CD - Catálogo: LACA-9009 - Obs.: com Masaaki Endoh                                         | -                   | -                   | [ 27 ] |
| BEST & LIVE                          | - Lançamento: 7 de abril de 2004 - Gravadora: Be!smile - Formatos: CD - Catálogo: BSCH-30014 - Obs.: Álbum duplo, sendo um CD ao vivo e, o outro, uma coletânea | -                   | -                   | [ 28 ] |

### Álbuns de compilação
| Título                                      | Detalhes do álbum                                                                                                   | Posição em rankings | Posição em rankings | Fonte         |
| Título                                      | Detalhes do álbum                                                                                                   | Oricon              | Billboard Japan     | Fonte         |
| ------------------------------------------- | --- | ------------------- | ------------------- | ------------- |
| The Best of Hironobu Kageyama               | - Lançamento: 25 de fevereiro de 1989 - Gravadora: Tokuma Japan Communications - Formatos: CD - Catálogo: 28BTC-253 | -                   | -                   | [ 29 ]        |
| Stardust Boys                               | - Lançamento: 21 de março de 1992 - Gravadora: Nippon Columbia - Formatos: CD - Catálogo: COCC-9692                 | -                   | -                   | [ 30 ]        |
| CYVOX                                       | - Lançamento: 21 de abril de 1995 - Gravadora: Nippon Columbia - Formatos: CD - Catálogo: COCC-12544                | -                   | -                   | [ 31 ]        |
| Mixture                                     | - Lançamento: 20 de abril de 1996 - Gravadora: Nippon Columbia - Formatos: CD - Catálogo: COCC-13348                | -                   | -                   | [ 32 ]        |
| Hironobu Kageyama 20th Anniversary Eternity | - Lançamento: 21 de agosto de 1997 - Gravadora: Nippon Columbia - Formatos: CD - Catálogo: COCC-14328               | -                   | -                   | [ 33 ]        |
| Golden☆Best                                 | - Lançamento: 22 de dezembro de 2004 - Gravadora: Tokuma Japan Communications - Formatos: CD - Catálogo: TKCA-72800 | -                   | -                   | [ 34 ]        |
| Kage chan Pack ~Kimi to Boku no Daikoushin~ | - Lançamento: 14 de fevereiro de 2018 - Gravadora: Nippon Columbia - Formatos: CD - Catálogo: COCX-40115            | 79ª                 | 68ª                 | [ 35 ] [ 36 ] |

### Trilhas sonoras
| Título                                                        | Detalhes do álbum | Posição em rankings | Posição em rankings | Fonte  |
| Título                                                        | Detalhes do álbum | Oricon              | Billboard Japan     | Fonte  |
| ------------------------------------------------------------- | --- | ------------------- | ------------------- | ------ |
| Dengeki Sentai Changeman Hit Kyokushuu                        | - Lançamento: 21 de abril de 1985 - Gravadora: Nippon Columbia - Formatos: LP, fita cassete e CD - Catálogo: CQ-7096    | -                   | -                   | [ 37 ] |
| Hikari Sentai Maskman Hit Kyokushuu                           | - Lançamento: 1º de junho de 1987 - Gravadora: Nippon Columbia - Formatos: LP, fita cassete e CD - Catálogo: 30CC-1628  | -                   | -                   | [ 38 ] |
| Saint Seiya Hit Kyokushuu III BOYS BE ~Kimi ni Ageru Tame ni~ | - Lançamento: 1º de agosto de 1988 - Gravadora: Nippon Columbia - Formatos: CD, LP e fita cassete - Catálogo: 30CC-2534 | -                   | -                   | [ 39 ] |
| Choujin Sentai Jetman Hit Kyokushuu                           | - Lançamento: 1º de junho de 1991 - Gravadora: Nippon Columbia - Formatos: CD e fita cassete - Catálogo: COCC-7588      | -                   | -                   | [ 40 ] |

### Outros álbuns
| Título                           | Detalhes do álbum | Posição em rankings | Posição em rankings | Fonte         |
| Título                           | Detalhes do álbum | Oricon              | Billboard Japan     | Fonte         |
| -------------------------------- | --- | ------------------- | ------------------- | ------------- |
| AIRBLANCA                        | - Lançamento: 14 de abril de 1991 - Gravadora: Birthday Records - Formatos: CD - Catálogo: 28BD-005 - Obs.: álbum do AIRBLANCA                              | -                   | -                   | [ 41 ]        |
| My Love's Program                | - Lançamento: 22 de abril de 1992 - Gravadora: EASTWORLD - Formatos: CD e fita cassete - Catálogo: TOCT-6472 - Obs.: álbum do AIRBLANCA com Hitomi Fujimoto | -                   | -                   | [ 42 ]        |
| ROBOMETAL ZZZ                    | - Lançamento: 20 de setembro de 1997 - Gravadora: Nippon Columbia - Formatos: CD - Catálogo: COCC-14505 - Obs.: álbum do Koutetsu Kyodai                    | -                   | -                   | [ 43 ]        |
| ROBOMETAL II: ~Hagane no Houyou~ | - Lançamento: 21 de abril de 1998 - Gravadora: Nippon Columbia - Formatos: CD - Catálogo: COCC-14922 - Obs.: álbum do Koutetsu Kyodai                       | -                   | -                   | [ 44 ]        |
| Dare ga Cover Yanen Anison Show  | - Lançamento: 14 de fevereiro de 2018 - Gravadora: Lantis - Formatos: CD - Catálogo: LACA-15700 - Obs.: álbum de covers                                     | 94ª                 | 86ª                 | [ 45 ] [ 46 ] |

## Singles
| Título                                         | Detalhes do álbum | Posição em rankings | Posição em rankings | Fonte                       |
| Título                                         | Detalhes do álbum | Oricon              | Billboard Japan     | Fonte                       |
| ---------------------------------------------- | --- | ------------------- | ------------------- | --------------------------- |
| "Kyou wo Ikiyou"                               | - Lançamento: 1º de outubro de 1981 - Gravadora: Climax Records - Formatos: vinil - Catálogo: CMA-2015                                                                                               | -                   | -                   | [ 47 ]                      |
| "Try Me"                                       | - Lançamento: 1º de março de 1982 - Gravadora: Climax Records - Formatos: vinil - Catálogo: CMA-2022                                                                                                 | -                   | -                   | [ 48 ]                      |
| "Hotondo Crazy"                                | - Lançamento: 25 de agosto de 1982 - Gravadora: Climax Records - Formatos: vinil - Catálogo: CMA-2032                                                                                                | -                   | -                   | [ 49 ]                      |
| "Mayonaka no Dance"                            | - Lançamento: 25 de agosto de 1983 - Gravadora: Climax Records - Formatos: vinil - Catálogo: CMA-2047                                                                                                | -                   | -                   | [ 50 ]                      |
| "Dengeki Sentai Changeman"                     | - Lançamento: 21 de fevereiro de 1985 - Gravadora: Nippon Columbia - Formatos: vinil, fita cassete e CD - Catálogo: CK-738 - Série: Esquadrão Relâmpago Changeman                                    | -                   | -                   | [ 51 ]                      |
| "Natsu ga Kowareteiku -Day Dream Blues-"       | - Lançamento: 21 de junho de 1985 - Gravadora: Nippon Columbia - Formatos: vinil - Catálogo: AH-607                                                                                                  | -                   | -                   | [ 52 ]                      |
| "Wakasa de Changeman"                          | - Lançamento: 21 de setembro de 1985 - Gravadora: Nippon Columbia - Formatos: vinil e fita cassete - Catálogo: CK-756 - Série: Esquadrão Relâmpago Changeman                                         | -                   | -                   | [ 53 ]                      |
| "St. Elmo's Fire"                              | - Lançamento: 21 de novembro de 1985 - Gravadora: Nippon Columbia - Formatos: vinil - Catálogo: AH-684                                                                                               | -                   | -                   | [ 54 ]                      |
| "Honoo no Violence"                            | - Lançamento: 1º de maio de 1986 - Gravadora: Nippon Columbia - Formatos: vinil - Catálogo: CH-129 - Anime: M.D. Geist                                                                               | -                   | -                   | [ 55 ]                      |
| "Wild Boy"                                     | - Lançamento: 1º de novembro de 1986 - Gravadora: Nippon Columbia - Formatos: vinil - Catálogo: AH-780 - Obs.: com Do-ya                                                                             | -                   | -                   | [ 56 ]                      |
| "Uchuusen Sagittarius"                         | - Lançamento: 1º de fevereiro de 1986 - Gravadora: Nippon Columbia - Formatos: vinil e fita cassete - Catálogo: CK-759 - Anime: Uchuusen Sagittarius                                                 | -                   | -                   | [ 57 ]                      |
| "Hikari Sentai Maskman"                        | - Lançamento: 1º de março de 1987 - Gravadora: Nippon columbia - Formatos: vinil - Catálogo: CK-783 - Série: Hikari Sentai Maskman                                                                   | -                   | -                   | [ 58 ]                      |
| "The Headmasters/Kimi wa Transformer"          | - Lançamento: 1º de julho de 1987 - Gravadora: Nippon columbia - Formatos: vinil - Catálogo: CK-792 - Anime: Transformers The Headmasters                                                            | -                   | -                   | [ 59 ]                      |
| "Saint Seiya - Saint Shinwa ~ Soldier Dream ~" | - Lançamento: 1º de maio de 1988 - Gravadora: Nippon Columbia - Formatos: vinil e fita cassete - Catálogo: CK-811 - Anime: Os Cavaleiros do Zodíaco                                                  | 48ª                 | 46ª                 | [ 60 ] [ 61 ] [ 62 ]        |
| "Cha-La Head-Cha-La"                           | - Lançamento: 1º de maio de 1989 - Gravadora: Nippon Columbia - Formatos: LP, fita cassete e CD - Catálogo: CK-837 - Anime: Dragon Ball Z                                                            | -                   | -                   | [ 63 ]                      |
| "Choujin Sentai Jetman/Kokoro wa Tamago"       | - Lançamento: 21 de fevereiro de 1991 - Gravadora: Nippon Columbia - Formatos: CD - Catálogo: CODC-8663 - Série: Choujin Sentai Jetman                                                               | -                   | -                   | [ 64 ]                      |
| "Ready to Love"                                | - Lançamento: 26 de fevereiro de 1992 - Gravadora: Kitty Records - Formatos: CD - Catálogo: KTDR-2033 - Anime: Silent Möbius                                                                         | 46ª                 | -                   | [ 65 ]                      |
| "Dark Water ~Aisubeki Senshitachi~"            | - Lançamento: 21 de julho de 1992 - Gravadora: Nippon Columbia - Formatos: CD - Catálogo: CODC-49 - Anime: The Pirates of Dark Water                                                                 | -                   | -                   | [ 66 ]                      |
| "Aitsu ga Tadashii Yakisoban"                  | - Lançamento: 1993 - Gravadora: Nissin - Formatos: CD - Catálogo: R-330467 - Anime: U.F.O. Kamen Yakisoban                                                                                           | -                   | -                   | [ 67 ]                      |
| "Suki Suki Suki"                               | - Lançamento: 21 de março de 1993 - Gravadora: Nippon Columbia - Formatos: CD - Catálogo: CODA-161 - Obs.: certificação de disco de ouro no RIAJ - Obs.: com Megumi Mori                             | 61ª                 | -                   | [ 68 ] [ 69 ] [ 70 ] [ 71 ] |
| "Skyscraper ~Mantenrou ni Dakarete~"           | - Lançamento: 21 de março de 1993 - Gravadora: Starland - Formatos: CD - Catálogo: SIDN-2 - Publicação: Möbius Klein                                                                                 | -                   | -                   | [ 72 ]                      |
| "Kurenai no Ryuuseiki"                         | - Lançamento: 23 de junho de 1993 - Gravadora: King Records - Formatos: CD - Catálogo: KIDA-63 - Anime: Ryuuseiki Gakusaver                                                                          | -                   | -                   | [ 73 ]                      |
| "Casshan ~Kaze no Bohyou~"                     | - Lançamento: 23 de julho de 1993 - Gravadora: Nippon Columbia - Formatos: CD - Catálogo: CODC-223 - Anime: Casshan                                                                                  | -                   | -                   | [ 74 ]                      |
| "Tatakau Tame ni Umareta Senshi"               | - Lançamento: 21 de agosto de 1993 - Gravadora: Forte Music Entertainment - Formatos: CD - Catálogo: FMDC-504 - Filme: Ultraman vs. Kamen Rider                                                      | -                   | -                   | [ 75 ]                      |
| "WE GOTTA POWER/Bokutachi wa Tenshi Datta"     | - Lançamento: 21 de novembro de 1993 - Gravadora: Nippon Columbia - Formatos: CD e fita cassete - Catálogo: CODC-273 - Anime: Dragon Ball Z                                                          | 58ª                 | -                   | [ 76 ] [ 71 ]               |
| "Hitomi wo Tojite Emelia"                      | - Lançamento: 21 de janeiro de 1994 - Gravadora: Sixty Records - Formatos: CD - Catálogo: SXDR-114                                                                                                   | -                   | -                   | [ 77 ]                      |
| "Kiseki no Big Fight"                          | - Lançamento: 21 de março de 1994 - Gravadora: Forte Music Entertainment - Formatos: CD - Catálogo: FMDC-508 - Anime: Dragon Ball Z: O Retorno do Guerreiro Lendário - Obs.: com Susumu Oya          | 89ª                 | -                   | [ 78 ] [ 71 ]               |
| "Night of Mystery"                             | - Lançamento: 21 de abril de 1994 - Gravadora: Lantis - Formatos: CD - Catálogo: SXDR-118 - Anime: Silent Möbius - Obs.: com Takayuki Miyauchi                                                       | -                   | -                   | [ 79 ]                      |
| "WE ARE REYSOL"                                | - Lançamento: 24 de abril de 1994 - Gravadora: Nippon Columbia - Formatos: CD - Catálogo: CODC-410 - Hino do time Kashiwa Reysol                                                                     | -                   | -                   | [ 80 ]                      |
| "Do! Challenge"                                | - Lançamento: 21 de junho de 1994 - Gravadora: Nippon Columbia - Formatos: CD - Catálogo: CODC-442 - Anime: Fushigi Challenge                                                                        | -                   | -                   | [ 81 ]                      |
| "Dragon Power Mugendai"                        | - Lançamento: 21 de julho de 1994 - Gravadora: Forte Music Entertainment - Formatos: CD - Catálogo: FMDC-514 - Anime: Dragon Ball Z: O Combate Final: Bio-Broly                                      | -                   | -                   | [ 82 ]                      |
| "Detazo! Kakure Daishogun"                     | - Lançamento: 21 de setembro de 1994 - Gravadora: Nippon Columbia - Formatos: CD - Catálogo: CODC-487 - Série: Ninja Sentai Kakuranger - Obs.: com Takayuki Miyauchi                                 | -                   | -                   | [ 83 ]                      |
| "Kishin Douji ZENKI"                           | - Lançamento: 21 de janeiro de 1995 - Gravadora: Nippon Columbia - Formatos: CD e fita cassete - Catálogo: CODC-579 - Anime: Zenki - Obs.: com Hitomi Takimoto                                       | -                   | -                   | [ 84 ]                      |
| "Saikyou no Fusion"                            | - Lançamento: 1º de março de 1995 - Gravadora: Forte Music Entertainment - Formatos: CD - Catálogo: FMDC-518 - Anime: Dragon Ball Z: Uma Nova Fusão: Gogeta - Obs.: com Susumu Oya                   | 95ª                 | -                   | [ 85 ]                      |
| "Bokutachi no Start"                           | - Lançamento: 1º de julho de 1995 - Gravadora: vap - Formatos: CD - Catálogo: VPDG-20613 - Anime: Kyouryuu Boukenki Jura Tripper                                                                     | -                   | -                   | [ 86 ]                      |
| "GET THE WIN "J""                              | - Lançamento: 1º de julho de 1995 - Gravadora: Nippon Columbia - Formatos: CD - Catálogo: CODC-678 - Programa: J League Live                                                                         | -                   | -                   | [ 87 ]                      |
| "Ore ga Yaranakya Dare ga Yaru"                | - Lançamento: 21 de julho de 1995 - Gravadora: Forte Music Entertainment - Formatos: CD - Catálogo: FMDC-521 - Anime: Dragon Ball Z: O Ataque do Dragão - Obs.: com Susumu Oya                       | -                   | -                   | [ 88 ]                      |
| "Te to Te wo Tsunagou!"                        | - Lançamento: 19 de agosto de 1995 - Gravadora: Nippon Columbia - Formatos: CD - Catálogo: CODC-709 - Anime: Robot Paruta                                                                            | -                   | -                   | [ 89 ]                      |
| "Chou Kishin ZENKI, Raigou Sei Rin!"           | - Lançamento: 19 de agosto de 1995 - Gravadora: Nippon Columbia - Formatos: CD - Catálogo: CODC-708 - Anime: Zenki - Obs.: com Mitsuko Horie                                                         | -                   | -                   | [ 90 ]                      |
| "Dokkan Beat"                                  | - Lançamento: 21 de outubro de 1995 - Gravadora: Nippon Columbia - Formatos: CD - Catálogo: CODC-748 - Anime: Dokkan! Robo Tendon - Obs.: com Hiroko Asakawa                                         | -                   | -                   | [ 91 ]                      |
| "Power Up Turtles"                             | - Lançamento: 20 de março de 1996 - Gravadora: Nippon Columbia - Formatos: CD e fita cassete - Catálogo: CODC-906 - Anime: Mutant Turtles: Chouijin Densetsu-Hen                                     | -                   | -                   | [ 92 ]                      |
| "Get up! V MAGNUM"                             | - Lançamento: 24 de julho de 1996 - Gravadora: TM FACTORY - Formatos: CD - Catálogo: TODT-3784 - Anime: Bakusou Kyoudai Let's & Go                                                                   | -                   | -                   | [ 93 ]                      |
| "IT WAS 30 YEARS AGO"                          | - Lançamento: 19 de outubro de 1996 - Gravadora: Nippon Columbia - Formatos: CD - Catálogo: CODC-1048 - Série: Comemorações dos 30 anos de Ultraman                                                  | -                   | -                   | [ 94 ]                      |
| "ONE DREAM, ONE LOVE"                          | - Lançamento: 21 de novembro de 1996 - Gravadora: Nippon Columbia - Formatos: CD - Catálogo: CODC-1092 - Obs.: com Mitsuko Horie e Allona                                                            | -                   | -                   | [ 95 ]                      |
| "GET THE WORLD"                                | - Lançamento: 21 de fevereiro de 1997 - Gravadora: Victor Entertainment - Formatos: CD - Catálogo: VIDL-10852 - Anime: Bakusou Kyoudai Let's & Go WGP                                                | 76ª                 | -                   | [ 96 ] [ 71 ]               |
| "TAKE A JOURNEY"                               | - Lançamento: 21 de junho de 1997 - Gravadora: Nippon Columbia - Formatos: CD - Catálogo: CODC-1204 - Programa: Hironobu Kageyama's Anison Power Radio                                               | -                   | -                   | [ 97 ]                      |
| '"Oretachi" no Theme'                          | - Lançamento: 1º de agosto de 1997 - Gravadora: Nippon Columbia - Formatos: CD - Catálogo: CODC-1285 - Anime: Bakusou Kyoudai Let's & Go WGP Bousou Mini Yonku Daitsuiseki - Obs.: com Kokoro Kids   | -                   | -                   | [ 98 ]                      |
| "Ganbare Goemon no Theme"                      | - Lançamento: 29 de setembro de 1997 - Gravadora: Konami - Formatos: CD - Catálogo: KIDA-7634 - Jogo: Mystical Ninja Starring Goemon - Obs.: com Ichiro Mizuki                                       | -                   | -                   | [ 99 ]                      |
| "My Name Is Cowboy"                            | - Lançamento: 21 de fevereiro de 1998 - Gravadora: Nippon Columbia - Formatos: CD - Catálogo: CODC-1435 - Anime: Bakusou Kyoudai Let's & Go MAX - Obs.: com KIDS MAX                                 | -                   | -                   | [ 100 ]                     |
| "Naseba Naruhodo Robotack"                     | - Lançamento: 28 de fevereiro de 1998 - Gravadora: Nippon Columbia - Formatos: CD - Catálogo: CODC-1431 - Série: Tetsuwan Tantei Robotack - Obs.: com LAMUSE                                         | -                   | -                   | [ 101 ]                     |
| "Hagane no Tamashii"                           | - Lançamento: 18 de março de 1998 - Gravadora: first smile entertainment - Formatos: CD - Catálogo: FSDA-00002 - Jogo: Super Robot Spirits - Obs.: com Ichiro Mizuki                                 | -                   | -                   | [ 102 ]                     |
| "POWER of LOVE"                                | - Lançamento: 21 de setembro de 1998 - Gravadora: Ayers - Formatos: CD - Catálogo: AYDM-157 - Anime: Future GPX Cyber Formula SIN                                                                    | -                   | -                   | [ 103 ]                     |
| "Ame Nochi Egao Egao Nochi Hare"               | - Lançamento: 20 de janeiro de 1999 - Gravadora: first smile entertainment - Formatos: CD - Catálogo: FSDA-00007 - Série: Voicelugger                                                                | -                   | -                   | [ 104 ]                     |
| "HEATS"                                        | - Lançamento: 21 de janeiro de 1999 - Gravadora: Ayers Inc. - Formatos: CD - Catálogo: AYDM-163 - Anime: Getter Robo Armageddon - Obs.: com Masako Iwanaga                                           | 88ª                 | -                   | [ 105 ] [ 71 ]              |
| "SMILE AGAIN/Double Impact"                    | - Lançamento: 22 de janeiro de 1999 - Gravadora: Konami - Formatos: CD - Catálogo: KIDA-7651 - Jogo: Goemon's Great Adventure                                                                        | -                   | -                   | [ 106 ]                     |
| "Samurai Gunman ~ Zan Za Zaan"                 | - Lançamento: 19 de março de 1999 - Gravadora: UEP Systems - Formatos: CD - Catálogo: USCD-00001 - Jogo: Rising Zan: The Samurai Gunman                                                              | -                   | -                   | [ 107 ]                     |
| "Baseball Tengoku"                             | - Lançamento: 17 de junho de 1999 - Gravadora: first smile entertainment - Formatos: CD - Catálogo: FSDA-00011 - Programa: Excite Nighter, da TBS                                                    | -                   | -                   | [ 108 ]                     |
| "WIN A FIGHT"                                  | - Lançamento: 1º de agosto de 1999 - Gravadora: Polystar - Formatos: CD - Catálogo: PSDR-5334 - Anime: Bakukyuu Renpatsu!! Super B-Daman                                                             | -                   | -                   | [ 109 ]                     |
| "Tamashii no Evolution"                        | - Lançamento: 20 de novembro de 1999 - Gravadora: Nippon Columbia - Formatos: CD - Catálogo: CODC-1800 - Desenho: Beast Wars                                                                         | -                   | -                   | [ 110 ]                     |
| "Hero wa Housouchuu"                           | - Lançamento: 19 de janeiro de 2000 - Gravadora: first smile entertainment - Formatos: CD - Catálogo: FSDA-00016 - Programa: Saturday Hot Request, da NHK - Obs.: com Rica Matsumoto e Yosuke Tagawa | -                   | -                   | [ 111 ]                     |
| "Sennen no Soldier"                            | - Lançamento: 21 de janeiro de 2000 - Gravadora: Nippon Columbia - Formatos: CD - Catálogo: CODC-1824 - Desenho: Beast Wars II Chou Seimeitai Transformers                                           | -                   | -                   | [ 112 ]                     |
| "W-Infinity"                                   | - Lançamento: 21 de outubro de 2000 - Gravadora: Victor Entertainment - Formatos: CD - Catálogo: VIDL-30510 - Anime: Gear Fighter Dendoh - Obs.: com Hitomi Mieno                                    | -                   | -                   | [ 113 ]                     |
| "Fighters"                                     | - Lançamento: 29 de setembro de 2001 - Gravadora: Nippon Columbia - Formatos: CD - Catálogo: COCC-15411 - Anime: Dennou Boukenki Webdiver - Obs.: com Yumiko Kobayashi e Tomokazu Sugita             | -                   | -                   | [ 114 ]                     |
| "SONIC DRIVE"                                  | - Lançamento: 28 de março de 2003 - Gravadora: Universal Music Group - Formatos: CD - Catálogo: UMCK-5099 - Anime: Sonic X - Obs.: com Hideaki Takatori e Toru Sasaki                                | -                   | -                   | [ 115 ]                     |
| "Ore wa Tokoton Tomaranai!"                    | - Lançamento: 23 de fevereiro de 2005 - Gravadora: TEAM Entertainment - Formatos: CD - Catálogo: KDSD-00059 - Jogos: Dragon Ball Z: Budokai 3 e Dragon Ball Z: Budokai 2                             | 81ª                 | -                   | [ 116 ] [ 71 ]              |
| "CHA-LA HEAD-CHA-LA (2005 ver.)"               | - Lançamento: 3 de agosto de 2005 - Gravadora: Sony Music Japan - Formatos: CD e download digital - Catálogo: KDSD-00074 - Anime: Dragon Ball Z                                                      | 118ª                | -                   | [ 117 ]                     |
| "Eternal Love 2006"                            | - Lançamento: 24 de março de 2006 - Gravadora: b-fairy records - Formatos: CD - Catálogo: BRDF-3067 - Jogo: Galaxy Angel II: Zettai Ryouiki no Tobira                                                | 70ª                 | -                   | [ 118 ]                     |
| "Fuuun Musouden"                               | - Lançamento: 29 de novembro de 2006 - Gravadora: Koei - Formatos: CD - Catálogo: KECH-1412 - Jogo: Dynasty Warriors Online                                                                          | -                   | -                   | [ 119 ]                     |
| "Super Survivor"                               | - Lançamento: 23 de julho de 2008 - Gravadora: Lantis - Formatos: CD - Catálogo: LACA-5770 - Jogos: Dragon Ball Z: Budokai Tenkaichi e Dragon Ball Z: Burst Limit                                    | 188ª                | -                   | [ 120 ]                     |
| "Hikari no Sasu Mirai e!"                      | - Lançamento: 25 de dezembro de 2008 - Gravadora: Lantis - Formatos: CD - Catálogo: LACM-4555 - Jogo: Dragon Ball Z: Infinite World                                                                  | 200ª                | -                   | [ 121 ] [ 71 ]              |
| "Progression"                                  | - Lançamento: 25 de novembro de 2009 - Gravadora: Lantis - Formatos: CD - Catálogo: LACM-4674 - Jogo: Dragon Ball: Raging Blast                                                                      | 157ª                | -                   | [ 122 ] [ 71 ]              |
| "EVER LAST"                                    | - Lançamento: 10 de fevereiro de 2010 - Gravadora: B-green - Formatos: CD - Catálogo: QECB-21 - Jogo: Last Rebellion                                                                                 | 195ª                | -                   | [ 123 ] [ 71 ]              |
| "Battle of Omega"                              | - Lançamento: 22 de dezembro de 2010 - Gravadora: Lantis - Formatos: CD - Catálogo: LACM-4775 - Jogo: Dragon Ball: Raging Blast 2                                                                    | 153ª                | -                   | [ 124 ] [ 71 ]              |
| "Kiba ~Tusk of Darkness~"                      | - Lançamento: 5 de outubro de 2011 - Gravadora: Lantis - Formatos: CD - Catálogo: LACM-4810 - Jogo: pachinko de GARO                                                                                 | 88ª                 | 77ª                 | [ 125 ] [ 71 ]              |
| "Give Lee Give Lee Rock Lee"                   | - Lançamento: 25 de abril de 2012 - Gravadora: Sony Music Japan - Formatos: CD - Catálogo: SICL-267 - Anime: Rock Lee no Seishun Full-Power Ninden - Obs.: com Animetal USA                          | 179ª                | -                   | [ 126 ]                     |
| "Tatakae! Gunriser"                            | - Lançamento: 15 de agosto de 2012 - Gravadora: Buzzic - Formatos: CD - Catálogo: BZCD-5 - Série: Tetsujin Gunriser - Obs.: com Gendy 100km                                                          | -                   | -                   | [ 127 ]                     |
| "Yosoro ~Hoshi no Umi wo Koete~"               | - Lançamento: 12 de junho de 2013 - Gravadora: Lantis - Formatos: CD - Catálogo: LACM-14090 - Anime: Uchuu Senkan Yamato 2199                                                                        | 63ª                 | 55ª                 | [ 128 ] [ 129 ]             |
| "Hippare! Monster Strike"                      | - Lançamento: 20 de maio de 2015 - Gravadora: Lantis - Formatos: CD - Catálogo: LACM-14350 - Jogo: Monster Strike - Obs.: com Yukio Yamagata                                                         | -                   | -                   | [ 130 ]                     |
| "Dash & Strike"                                | - Lançamento: 28 de junho de 2019 - Gravadora: INSPION Records - Formatos: digital - Jogo: Hardcore Mecha                                                                                            | -                   | -                   | [ 131 ]                     |
| "HEATS 2021"                                   | - Lançamento: 24 de dezembro de 2021 - Gravadora: Lantis - Formatos: digital - Catálogo: LZC-2073 - Anime: Getter Robo Arc                                                                           | -                   | 73ª (downloads)     | [ 132 ] [ 133 ]             |
| "Kanata Tooku/Hikari Kanata"                   | - Lançamento: 26 de outubro de 2022 - Gravadora: Lantis - Formatos: CD - Catálogo: LACM-24299 - Série: Ultraman Decker                                                                               | -                   | 53ª                 | [ 134 ]                     |
| "Sora no Kanata e"                             | - Lançamento: 22 de fevereiro de 2023 - Gravadora: Lantis - Formatos: CD - Catálogo: LACM-24346 - Filme: Ultraman Decker Finale: Journey to Beyond                                                   | -                   | 73ª                 | [ 135 ]                     |
| "Winner Win!"                                  | - Lançamento: 21 de junho de 2023 - Gravadora: Lantis - Formatos: CD - Catálogo: LACM-24386 - Anime: Duel Masters WIN: Duel Wars - Obs.: com Nana Kageyama                                           | -                   | -                   | [ 136 ]                     |
| "Muchauman no Theme"                           | - Lançamento: 30 de janeiro de 2024 - Gravadora: Pony Canyon - Formatos: digital - Catálogo: PCSP-05635 - Anime: Chiikawa                                                                            | -                   | 52ª (downloads)     | [ 137 ] [ 138 ]             |
| "STARRAIL DISCO ~Odore Kaitakusya~"            | - Lançamento: 12 de agosto de 2024 - Gravadora: Earkth - Formatos: digital - Catálogo: ERKD-0005 - Jogo: Honkai: Star Rail                                                                           | -                   | -                   | [ 139 ]                     |
| "Eiyou Senshi Carrotman"                       | - Lançamento: 22 de janeiro de 2025 - Gravadora: Cygames - Formatos: digital - Franquia: Uma Musume Pretty Derby                                                                                     | -                   | -                   | [ 140 ]                     |